# Ismael Blat Monzó
Ismael Blat i Monzó (Benimàmet, 6 de novembre de 1901 - 10 de juny de 1976) fou un pintor, dibuixant i gravador valencià, germà del ceramista Alfons Blat Monzó.
Es va especialitzar en temes costumistes, retrats, bodegons i flors. El seu estil tendia a destacar l'elegància dels seus models, tot allunyant-se del realisme convencional als seus retrats. Va pintar les petxines de l'ermita de Colata de Montaverner. Alfons Garcia Ninet definia a Ismael Blat com un dels pintors de retrats més reconeguts del règim de Franco.

## Trajectòria
El 1913 entrà a treballar a la fàbrica de ceràmiques Gregorio Muñoz Dueñas de Manises encarregant-se del dibuix dels taulellets on consolida la seua fama com a pintor ceràmic i dos anys després comença a treballar a la també manisera Fàbrica de ceràmica de Justo Vilar on va seguir la tasca pictòrica ceràmica. Simultaniejava el treball amb l'Escola de Belles Arts de Sant Carles, on rebia classes nocturnes de dibuix i on va tindre de professors a Isidoro Garnelo Fillol i a Constantí Gómez Salvador. El 1917 ingressà al Col·legi Major San Joan de Ribera i finalitzats els estudis es traslladà a Madrid, i viatjà per França, Alemanya, Bèlgica, Països Baixos, Anglaterra i Marroc. Viatjà també per Mèxic, Veneçuela i Amèrica Central i l'any 1950 ho feu a Cuba on treballà amb èxit realitzant algunes exposicions, una d'elles el 1954 al Saló de Conferències del Capitoli Nacional de l'Habana. El 1959 en arribar Fidel Castro al poder, Ismael Blat tornà a residir de nou a Benimàmet, a l'Alqueria dels Xiprers fins a l'any 1976 que moriria.
Fou amic d'Antoni Marí Ribas, Portmany, a qui li va realitzar un retrat a títol pòstum.

## Exposicions
- 1930 - Gran Saló del Museu d'Art Modern de Madrid.[1]
- 1942 - Museu d'Art Modern de Madrid